# Sandnes Stadion
Il Sandnes Stadion è lo stadio del Sandnes Ulf. Ha una capacità di 3.850 posti, di cui 2.260 a sedere.

## Storia
Usato per il calcio e per l'atletica leggera, la struttura ospita gli incontri casalinghi di campionato del Sandnes Ulf. Qui si tennero anche i campionati nazionali di atletica nel 1986, nel 2002 e nel 2010. Ad agosto 2009, fu installato un nuovo impianto di luci, più potente del precedente.